# ニーウ・アムステルダム (オランダ)
ニーウ・アムステルダム（Nieuw-Amsterdam）は、オランダ・ドレンテ州の村である。

## 歴史
1850年、アムステルダムからの入植者たちが、この付近の泥炭地を買い取り、自分たちの街の名前をとってAmsterdamscheveld（アムステルダムの野）と名付けた。そして、数年後にその近くに作られた植民村がニーウ・アムステルダム（新アムステルダム）と呼ばれることになった。
この村は、泥炭の取引で急速に成長した。カリフォルニアのゴールド・ラッシュになぞらえて、ドレンテ州は「ドレンツ・カリフォルニア」と呼ばれた。
この村の発展には、フェルレングデ・ホーヘフェーンセ・ファールトと呼ばれる運河沿いにあることが有利に働いた。

### ゴッホの滞在
フィンセント・ファン・ゴッホは、1883年秋にドレンテ州を訪問した際、ほとんどをニーウ・アムステルダムで過ごした。ゴッホが泊まった家は、今日「ファン・ゴッホの家」として知られている。近年、エメンの基礎自治体政府がこの建物を撤去しようとしたが、間際になって計画は撤回された。現在、レストランと博物館が入っている。「ニーウ・アムステルダムの跳ね橋」は、この地に滞在中に制作された中で最も有名な作品である。

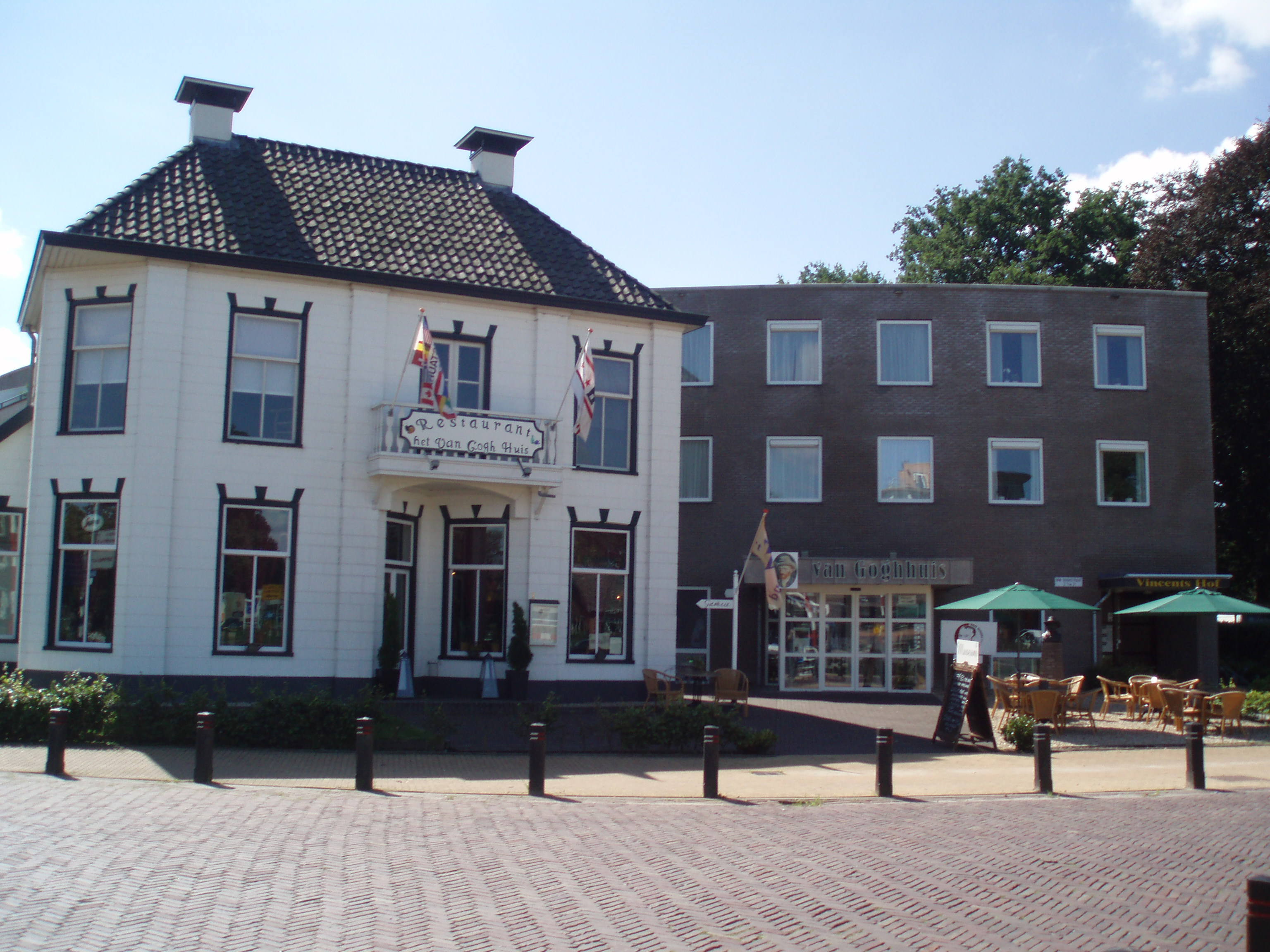
ニーウ・アムステルダムに残る「ゴッホの家」。
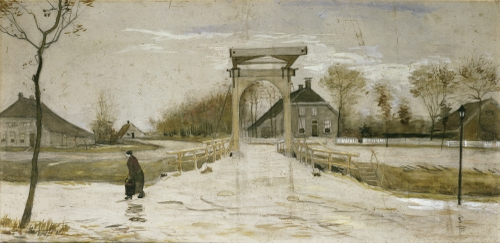
ゴッホの「ニーウ・アムステルダムの跳ね橋」1883年、水彩。

## 交通
オランダ鉄道のニーウ・アムステルダム駅がある。